# Mareuil-en-Brie
Mareuil-en-Brie is een gemeente in het Franse departement Marne (regio Grand Est) en telt 232 inwoners (1999). De plaats maakt deel uit van het arrondissement Épernay.

## Geografie
De oppervlakte van Mareuil-en-Brie bedraagt 9,0 km², de bevolkingsdichtheid is 25,8 inwoners per km².
De onderstaande kaart toont de ligging van Mareuil-en-Brie met de belangrijkste infrastructuur en aangrenzende gemeenten.

## Demografie
Onderstaande figuur toont het verloop van het inwonertal (bron: INSEE-tellingen).